# Motuloa (Funafuti)
Motuloa é uma pequena ilha, localizada no atol de Funafuti, Tuvalu. "Motu loa" significa ilha comprida. Fica na borda sudeste do atol e possui 800 metros (0,50 mi) de comprimento no sentido nordeste-sudoeste, mas apenas  50 metros (160 pé) de largura. Fica a apenas cerca de 25 metros (82 pé) a sudoeste de Telele e pode ser alcançado a pé a partir do local, durante a maré baixa. A ilha possui vegetação densa.